# Chadae
Chadae (* 71; † 165) war der siebte Herrscher des Staates Goguryeo, des nördlichen der Drei Reiche von Korea. Er regierte von 146 bis zu seinem Tod 165.

## Leben
Dem Samguk Sagi zufolge war Chadae ein jüngerer Bruder des Königs Taejo. Unter dessen Herrschaft wehrte er erfolgreich Angriffe des chinesischen Kaiserreichs (Han-Dynastie) ab. Am Hof beseitigte Chadae die Konkurrenten U Bo und Go Bok-jang und folgte seinem fast hundertjährigen Bruder im Jahr 146 auf den Thron.
Chadaes Herrschaft wird als tyrannisch charakterisiert. Er beseitigte einige mögliche Konkurrenten am Hof: Zwei Söhne seines Vorgängers und einen jüngeren Bruder tötete er, seinen jüngsten Bruder (den späteren Herrscher Sindae) ließ er verfolgen. Angeblich bereiteten einige Naturkatastrophen und Unruhen Chadaes Herrschaft das Ende. Nach dem Samguk Sagi wurde Chadae von seinem Obersten Minister Myeongnim Dapbu ermordet, nach den (weniger glaubwürdigen) Samguk Yusa tötete sein Bruder Sindae ihn und seinen Vorgänger Taejo.